# Rozan

Rozan – polski herb szlachecki

## Opis herbu
Na tarczy ściętej pasem złotym – w polu górnym srebrnym trzy róże czerwone rzędem, w polu dolnym czerwonym – krzyż maltański srebrny. Nad tarczą czapka frygijska czerwona.

## Najwcześniejsze wzmianki
Herb nadany wraz z nobilitacją Józefowi Zendlinger Rozan przez Stanisława Augusta w 1775 r.